# Zaročenca (roman)
Zaročenca (italijansko (I promessi sposi) je roman književnika A. Manzonia, ki velja za vrh italijanskega romantičnega zgodovinskega romanopisja.
Roman je nastal po zgledu Scottovih del, vendar jih je vsebinsko in oblikovno presegel. Snov je vzeta iz italijanske zgodovine 17. stoletja, ko so v severni Italiji vladali Španci; in natančno po dokumentih opisuje težko življenje malih ljudi, katere poleg visokih cen pestijo še vojna in kuga. Dogajanje v romanu je postavljeno v območju okoli Milana. V središču dogajanja pa sta kmečki ljubezenski par Lucija in Renzo. Dogajanje nastaja iz nasprotja med fevdalno samovoljo in preprostim, zdravim, poštenim ljudskim življenjem, ki premaga vse ovire in se uveljavi kot glavna socialna vrednota. Moralna iedja je močno poudarjena, vendar je v ravnovesju z natančnimi, objektivno umerjenimi opisi stvarnih dogodkov in s harmoničnim slogom. Roman v sebi združuje romantiko in klasičnost, ki sta značilna za italijansko književno tradicijo.